# 小川あゆ美
小川 あゆ美（おがわ あゆみ、1989年7月28日 - ）は日本のタレント、女優、モデル。元マンモスプロ所属（2018年1月契約終了）。

## 出演

### テレビ
- J:COM Chie feat.fashionSound
- BS11 家電's Walker 家電ガール
- BS-TBS 音ボケPOPS 突撃インタビューコーナー サブアシスタント POPSガールズ（2015年1月～9月※不定期）

2015/2/1 ♯117 持田香織
2015/2/22 ♯120 AOA
2015/5/31 ♯134 AKB48（島崎・柏木・加藤・木崎)
2015/8/2 ♯143 JUNHO (From 2PM)
2015/8/30 ♯147 MINMI
- TOKYO MX 音ボケPOPS 突撃隣のアーティストは～んコーナー　MC（2015年11月～※不定期）

2015/11/21 ♯8 Funky Galaxy from 超新星
2016/1/9 ♯14 キム・ヒョンジュン
2016/2/27 ♯21 ポール・ギルバート
2016/3/5 ♯22 N.Flying
2016/4/5 ♯27 AOA feat.TAKANORI NISHIKAWA
2016/5/7 ♯31 JJCC
2016/6/25 ♯38 西内まりや
2016/7/16 ♯41 テミン(from SHINee)
2016/10/29 ♯55 中島美嘉
2016/12/3 ♯60 Gackt
2016/12/17 ♯62 U-KISS
2017/2/18 ♯70 キュヒョン
2017/4/8 ♯77 坂本冬美
2017/7/1 ♯88 INFINITE
- 日本テレビ 世界一受けたい授業 再現VTR（2017年1月14日 O.A 篠山紀信 先生放送回）

### 映画
- 2016年5月 「スキャナー 記憶のカケラをよむ男」（同僚役）
- 2017年12月公開予定「探偵はBARにいる3」（ホステス役）
- 2018年公開「アウト＆アウト」監督・脚本：きうちかずひろ（秘書役）

### ドラマ
- 2016年 8月テレビ朝日 刑事7人 第7話（8月31日 O.A）

### CF
- 2016年4月　マルちゃん正麺カップ ([食べてみたら・後輩と篇])
- 株式会社ACCHE　水素サプリメント J:COM内CM　ナレーション出演

### 舞台
- 2011年9月： 「IMAGINE9.11」銀座博品館劇場（アイドル　兼田ヒロエ役）
- 2013年4月： 「GO,JET!GO!GO! Vol.3〜Mr.Moooon Light〜」（あかね役）
- 2013年9月： 「帝国海軍の馬鹿やろう」 （教師 神谷雅子役）
- 2013年12月： 「GO,JET!GO!GO! vol.6〜追憶のブルージーン・クリスマス〜」（あかね役）
- 2014年7月： 「君死にたまふことなかれ」（石川早苗役）
- 2014年8月： 「ソラリネ。#13 幸福の王子/unreal」（unrealワサビ役）
- 2015年3月： 「GO,JET!GO!GO! ZERO」10周年企画 第一弾（あかね役）
- 2015年11月： 「白いおうちと黒いともだち」（宮下凛役）in シアターブラッツ
- 2016年1月： 「キャンパスナイトスクープ×美しく燃える夜」（ナツミ役）in シアターKASSAI
- 2016年2月： 「カンタンには死にたくない！」（中山ユリ役）in 萬劇場
- 2017年7月 「サギムスメ」（白鷺サキ役）＠萬劇場

### ラジオ
- 2012年10月レギュラー： ワロップ放送局「まりあとあゆ美のガールズ☆ナイト」
- 2012年11月20日： ワロップ放送局「あゆーりタイム」
- 2013年3月30日： ワロップ放送局「あゆーりタイム2」
- 2013年11月24日： ワロップ放送局「あゆーりタイム3」
- 2014年5月31日： ワロップ放送局「あゆーりタイム4」
- 2014年10月12日： ワロップ放送局「あゆーりタイム5」
- 2015年8月23日： ワロップ放送局「あゆーりタイム6」
- 2016年5月15日： ワロップ放送局「あゆーりタイム7」
- 2016年10月20日： ワロップ放送局「わいわいハロウィンナイト」
- 2017年1月8日： ワロップ放送局「あゆーりタイム8」

### モデル
- ハイパーバリア - 商品広告モデル、ナレーション
- fashionSoundモデル
- 2012年 7月7日： Chie feat.fashion sound 幕張メッセ
- 2012年7月11日： 「BREAK GIRLS FESTIVAL-夏の浴衣&水着祭り-」渋谷DUO
- 2012年 8月6日： Chie feat.fashionSound×seek 赤坂BLITZ-TBS
- 2012年8月12日： Chie feat.fashionSound 目黒パーシモンホール
- 2012年 9月7日： Chie feat.fashionSound 渋谷asia